# Herbita decurtaria
Herbita decurtaria är en fjärilsart som beskrevs av Herrich-Schäffer 1855. Herbita decurtaria ingår i släktet Herbita och familjen mätare. Inga underarter finns listade i Catalogue of Life.